# Повстання Понтіака

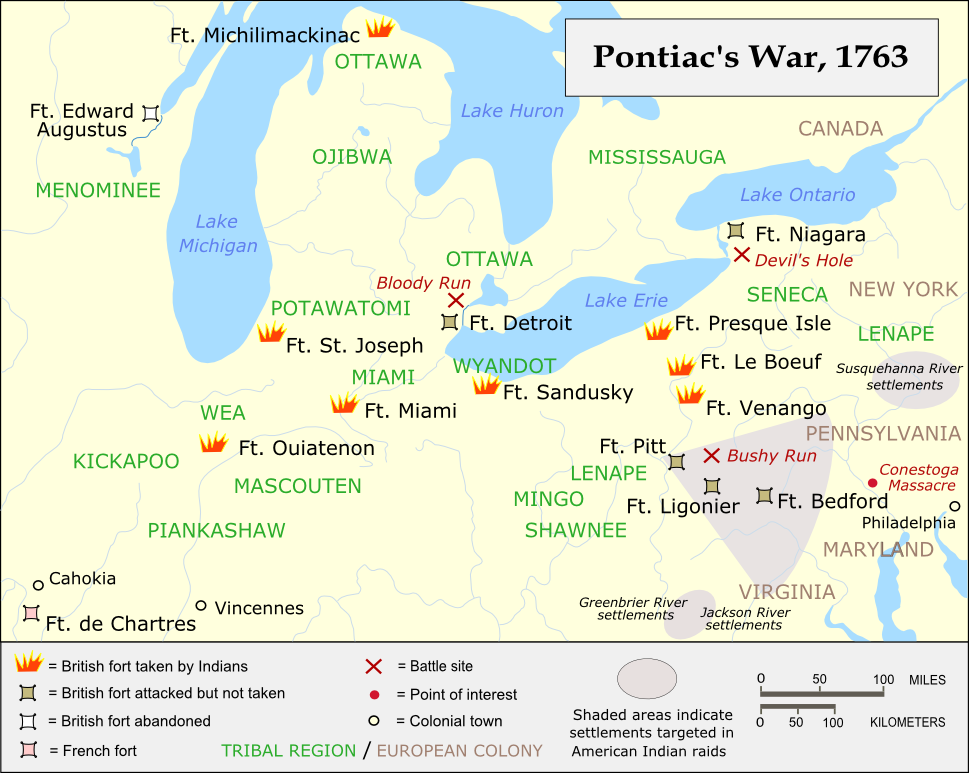

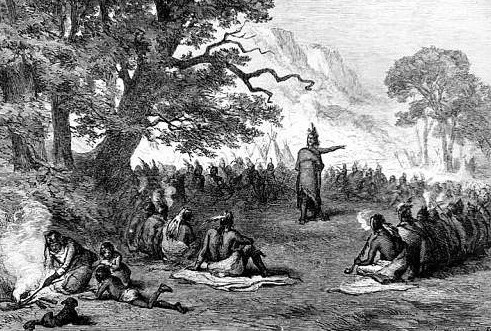
Вождь індіанців Понтіак закликає до війни

Повстання Понтіака — повстання корінних американських індіанців, які були незадоволені британською колоніальною політикою. У ньому брало участь кілька племен, що проживали на територіях в регіоні Великих озер, а також сучасних штатів Іллінойс і Огайо, які до Семирічної війни контролювали французи. Повстання отримало назву по імені вождя племені оттава Понтіака, одного з лідерів індіанців, які виступили проти англійців.
Активні бойові дії почалися в 1763 — відразу після закінчення Франко-індіанської війни, північноамериканського театру Семирічної війни 1754—1763 рр., і були спровоковані командувачем британською армією генералом Амхерстом, який був схильний вважати індіанців завойованим народом. У травні 1763 індіанці атакували велику кількість британських фортів і поселень. Вісім з них було спалено, сотні прибулих на нові території англійських колоністів були захоплені в полон або вбиті, інші втекли на схід. До 1764 повстання в основному було придушене, але переговори з індіанськими племенами тривали ще два роки і, зокрема, привели до формальної заборони для англійських колоністів захоплювати землі індіанців на захід від гір Аппалачі. У ході придушення повстання індіанців Північної Америки англійцями було знову застосовано біологічну зброю. Перші випадки роздачі та продажу корінним жителям Америки зараженого одягу і тканин відомі ще в 1730-х роках. Тоді віспа знищила кілька племен. Цим досвідом і вирішив скористатися генерал Джеффрі Амхерст. За його наказом індіанцям в районі форту Пітт (сучасне місто Піттсбург) були видані ковдри, заражені вірусом віспи.
Головними лідерами з боку індіанців були: Понтіак і Гуясута. Головними лідерами з боку Британії були: генерал Джеффрі Амхерст (командувач британською армією) і полковник Анрі Буке (командир форту Пітт).
27 квітня 1763 Понтіак виступив на раді індіанських вождів поблизу форту Детройт і закликав їх до штурму англійського поселення. 1 травня він особисто відвідав форт, щоб оцінити сили місцевого гарнізону.
7 травня Понтіак спробував раптово атакувати форт Детройт з 300 воїнами, але англійський командир, майор Гладвін, був кимось попереджений про майбутню атаку, і перший штурм був відбитий, після чого індіанці вирізали в окрузі всіх англійців, включаючи жінок і дітей, а форт був обложений загоном з 900 індіанців шести різних племен. Один з схоплених англійських солдатів був з'їдений в ході ритуалу місцевими канібалами. Французьких фермерів індіанці не чіпали.
У липні 1763 були розбиті і знищені англійські війська, які спробували атакувати табір Понтіака. Тим не менш, взяти форт індіанцям не вдалося, і в жовтні Понтіак був змушений зняти облогу.
В інших повсталих районах у період з 16 травня по 2 червня п'ять невеликих англійських фортів, гарнізони яких не були інформовані про повстання, були спалені.
У вересні в районі форту Ніагара індіанці захопили обоз, що прямував в форт, і розбили загони англійців, які намагалися його відстояти. З англійської сторони при цьому загинуло 70 осіб, що вважається найбільш кровопролитною битвою повстання.
З настанням зими індіанці припинили військові дії, але в наступному 1764 їх рейди поновились — в тому числі на територіях, здавна заселених англійцями: у Вірджинії, Пенсільванії, Меріленді. Генерал Амхерст, що вважався відповідальним за втрати, був відсторонений від командування і відкликаний до Лондона. Його замінив генерал Гейдж, який відправив на територію Огайо дві експедиції під командуванням Буке та Бредстріта. Загін полковника Бредстріта налічував близько 1200 солдатів і мав велике підкріплення союзних індіанських племен. Він проїхав у район озера Ері і досяг форту Детройт в серпні 1764 — форти були знову відбудовані, а повсталі схилялися до миру шляхом переговорів, у яких з боку індіанців брав участь впливовий вождь Гуясута.
Загін Буке з 1150 солдатів виступив з форту Пітт в жовтні 1764. У ході переговорів з місцевими племенами полковник Буке зажадав, щоб індіанці повернули всіх полонених, у тому числі дітей, усиновлених індіанськими сім'ями.
З індіанцями, що проживали в басейні Міссісіпі, мир був укладений лише в липні 1766 — там вожді могли розраховувати на постачання зброї з Нового Орлеана, який залишався в руках іспанців, і туди відступив сам Понтіак. Не розраховуючи на військовий успіх, англійці послали до нього своїх представників для переговорів, які тривали протягом року. Їм вдалося укласти з Понтіаком мирний договір, після чого індіанці, які не побажали залишатися на території, підконтрольній англійцям, пішли за річку Міссісіпі, що стала кордоном англійських володінь.